# Ecclisomyia maculosa
Ecclisomyia maculosa är en nattsländeart som beskrevs av Banks 1907. Ecclisomyia maculosa ingår i släktet Ecclisomyia och familjen husmasknattsländor. Inga underarter finns listade i Catalogue of Life.